# Wadim Chamutckich
Wadim Anatolijewicz Chamuckich (ros. Вади́м Анато́льевич Хамутцки́х; ur. 26 listopada 1969 roku w mieście Asza w okręgu Czelabińskim, zm. 31 grudnia 2021 w Biełgorodzie) – rosyjski siatkarz, zasłużony mistrz sportu, reprezentant kraju. Grał na pozycji rozgrywającego. Wieloletni kapitan reprezentacji "Sbornej". Jest srebrnym medalistą Igrzysk Olimpijskich w 2000 roku, a także dwukrotnym brązowym medalistą Igrzysk Olimpijskich w Atenach w 2004 roku oraz z Pekinie w 2008 roku. Od 2004 roku przestał grać w reprezentacji Rosji, nie otrzymywał powołania od ówczesnego trenera Zorana Gaijcia, do reprezentacji wrócił w 2007 roku, powołał go Władimir Alekno.
Miał żonę Tatianę i córkę Olessię.
Został odznaczony tytułem Zasłużonego Mistrza Sportu, a także dwukrotnie Orderem „Za zasługi dla Ojczyzny”: I klasy 2 kwietnia 2009 r. oraz II klasy 4 listopada 2005 r.
Sezon 2012/2013 rozpoczął jako zawodnik i członek sztabu szkoleniowego Biełogorje Biełgorod, ale w styczniu 2013 roku postanowił wrócić na boisko jako rozgrywający Jarosławicza Jarosław. Po tym sezonie definitywnie zakończył karierę zawodniczą. Jego pierwszym samodzielnie prowadzonym klubem został Gazprom-Jugra Surgut. Po sezonie 2013/14 opuścił prowadzony przez siebie klub.

## Przebieg kariery
| Siatkarz                  | Siatkarz                      | Siatkarz                      | Siatkarz                      | Siatkarz                      | Siatkarz                      | Siatkarz                      | Siatkarz                      | Siatkarz                      | Siatkarz                      | Siatkarz                      |                               |
| Lata                      | Klub                          | Klub                          | Klub                          | Klub                          | Klub                          | Klub                          | Klub                          | Klub                          | Klub                          | Klub                          | Klub                          |
| ------------------------- | ----------------------------- | ----------------------------- | ----------------------------- | ----------------------------- | ----------------------------- | ----------------------------- | ----------------------------- | ----------------------------- | ----------------------------- | ----------------------------- | ----------------------------- |
| 1989–1990                 | Torpedo Chelabińsk            | Torpedo Chelabińsk            | Torpedo Chelabińsk            | Torpedo Chelabińsk            | Torpedo Chelabińsk            | Torpedo Chelabińsk            | Torpedo Chelabińsk            | Torpedo Chelabińsk            | Torpedo Chelabińsk            | Torpedo Chelabińsk            | Torpedo Chelabińsk            |
| 1992–1993                 | CSKA Rostów nad Donem         | CSKA Rostów nad Donem         | CSKA Rostów nad Donem         | CSKA Rostów nad Donem         | CSKA Rostów nad Donem         | CSKA Rostów nad Donem         | CSKA Rostów nad Donem         | CSKA Rostów nad Donem         | CSKA Rostów nad Donem         | CSKA Rostów nad Donem         | CSKA Rostów nad Donem         |
| 1993–1999                 | Belgorie-Dinamo Biełgorod     | Belgorie-Dinamo Biełgorod     | Belgorie-Dinamo Biełgorod     | Belgorie-Dinamo Biełgorod     | Belgorie-Dinamo Biełgorod     | Belgorie-Dinamo Biełgorod     | Belgorie-Dinamo Biełgorod     | Belgorie-Dinamo Biełgorod     | Belgorie-Dinamo Biełgorod     | Belgorie-Dinamo Biełgorod     | Belgorie-Dinamo Biełgorod     |
| 1999–2001                 | Erdemirspor Izmir             | Erdemirspor Izmir             | Erdemirspor Izmir             | Erdemirspor Izmir             | Erdemirspor Izmir             | Erdemirspor Izmir             | Erdemirspor Izmir             | Erdemirspor Izmir             | Erdemirspor Izmir             | Erdemirspor Izmir             | Erdemirspor Izmir             |
| 2001–2006                 | Lokomotiw-Belgorie Biełgorod  | Lokomotiw-Belgorie Biełgorod  | Lokomotiw-Belgorie Biełgorod  | Lokomotiw-Belgorie Biełgorod  | Lokomotiw-Belgorie Biełgorod  | Lokomotiw-Belgorie Biełgorod  | Lokomotiw-Belgorie Biełgorod  | Lokomotiw-Belgorie Biełgorod  | Lokomotiw-Belgorie Biełgorod  | Lokomotiw-Belgorie Biełgorod  | Lokomotiw-Belgorie Biełgorod  |
| 2006–2007                 | Dinamo Tat Transgaz Kazań     | Dinamo Tat Transgaz Kazań     | Dinamo Tat Transgaz Kazań     | Dinamo Tat Transgaz Kazań     | Dinamo Tat Transgaz Kazań     | Dinamo Tat Transgaz Kazań     | Dinamo Tat Transgaz Kazań     | Dinamo Tat Transgaz Kazań     | Dinamo Tat Transgaz Kazań     | Dinamo Tat Transgaz Kazań     | Dinamo Tat Transgaz Kazań     |
| 2007–2008                 | Fakieł Nowy Uriengoj          | Fakieł Nowy Uriengoj          | Fakieł Nowy Uriengoj          | Fakieł Nowy Uriengoj          | Fakieł Nowy Uriengoj          | Fakieł Nowy Uriengoj          | Fakieł Nowy Uriengoj          | Fakieł Nowy Uriengoj          | Fakieł Nowy Uriengoj          | Fakieł Nowy Uriengoj          | Fakieł Nowy Uriengoj          |
| 2008–2009                 | Lokomotiw Biełgorie-Biełgorod | Lokomotiw Biełgorie-Biełgorod | Lokomotiw Biełgorie-Biełgorod | Lokomotiw Biełgorie-Biełgorod | Lokomotiw Biełgorie-Biełgorod | Lokomotiw Biełgorie-Biełgorod | Lokomotiw Biełgorie-Biełgorod | Lokomotiw Biełgorie-Biełgorod | Lokomotiw Biełgorie-Biełgorod | Lokomotiw Biełgorie-Biełgorod | Lokomotiw Biełgorie-Biełgorod |
| 2009–2011                 | Jarosławicz Jarosław          | Jarosławicz Jarosław          | Jarosławicz Jarosław          | Jarosławicz Jarosław          | Jarosławicz Jarosław          | Jarosławicz Jarosław          | Jarosławicz Jarosław          | Jarosławicz Jarosław          | Jarosławicz Jarosław          | Jarosławicz Jarosław          | Jarosławicz Jarosław          |
| 2011–2013 (do 01.2013)    | Lokomotiw Biełgorod           | Lokomotiw Biełgorod           | Lokomotiw Biełgorod           | Lokomotiw Biełgorod           | Lokomotiw Biełgorod           | Lokomotiw Biełgorod           | Lokomotiw Biełgorod           | Lokomotiw Biełgorod           | Lokomotiw Biełgorod           | Lokomotiw Biełgorod           | Lokomotiw Biełgorod           |
| 2013 (od 01.2013)         | Jarosławicz Jarosław          | Jarosławicz Jarosław          | Jarosławicz Jarosław          | Jarosławicz Jarosław          | Jarosławicz Jarosław          | Jarosławicz Jarosław          | Jarosławicz Jarosław          | Jarosławicz Jarosław          | Jarosławicz Jarosław          | Jarosławicz Jarosław          | Jarosławicz Jarosław          |
| Trener                    |                               |                               |                               |                               |                               |                               |                               |                               |                               |                               |                               |
| Lata                      | Klub/Reprezentacja            | Funkcja                       |                               |                               |                               |                               |                               |                               |                               |                               |                               |
| 2013–2014                 | Gazprom-Jugra Surgut          | I trener                      |                               |                               |                               |                               |                               |                               |                               |                               |                               |
| 2014–2015                 | Technolog Biełgorod           | I trener                      |                               |                               |                               |                               |                               |                               |                               |                               |                               |
| 2015 (do 23.11.2015)      | Biełogorje Biełgorod          | asystent trenera              |                               |                               |                               |                               |                               |                               |                               |                               |                               |
| 2015–2016 (od 23.11.2015) | Biełogorje Biełgorod          | I trener                      |                               |                               |                               |                               |                               |                               |                               |                               |                               |
| 2016–2018                 | Biełogorje Biełgorod          | asystent trenera              |                               |                               |                               |                               |                               |                               |                               |                               |                               |
| 2019–2020                 | Technolog Biełgorod           | I trener                      |                               |                               |                               |                               |                               |                               |                               |                               |                               |
| 2021 (do 31.12.2021)      | Technolog Biełgorod           | I trener                      |                               |                               |                               |                               |                               |                               |                               |                               |                               |

## Jako siatkarz

### Sukcesy klubowe
Liga rosyjska:
- 1997, 1998, 2002, 2003, 2004, 2005, 2007
- 1995, 1996, 1999, 2006

Puchar Rosji:
- 1995, 1996, 1997, 1998, 2003, 2005, 2012

Puchar Europy Zdobywców Pucharów:
- 1997

Liga turecka:
- 2000, 2001

Puchar CEV:
- 2002

Liga Mistrzów:
- 2003, 2004
- 2005, 2006

Puchar CEV:
- 2009

### Sukcesy reprezentacyjne
Mistrzostwa Europy Juniorów:
- 1994

Mistrzostwa Świata Juniorów:
- 1995

Liga Światowa:
- 2002
- 1998, 2000, 2007
- 1996, 1997, 2008

Mistrzostwa Europy:
- 1999, 2007
- 2001, 2003

Puchar Świata:
- 1999
- 2007

Igrzyska Olimpijskie:
- 2000
- 2004, 2008

Mistrzostwa Świata:
- 2002

Liga Europejska:
- 2004

### Nagrody indywidualne
- 2002: Najlepszy zagrywający Ligi Światowej
- 2003: Najlepszy rozgrywający turnieju finałowego Ligi Mistrzów
- 2007: Najlepszy rozgrywający Mistrzostw Europy

## Jako trener

### Sukcesy klubowe
Liga rosyjska:
- 2016

## Odznaczenia
- Odznaczony tytułem Zasłużonego Mistrza Sportu
- Order „Za zasługi dla Ojczyzny” I klasy (2 kwietnia 2009)
- Order „Za zasługi dla Ojczyzny” II klasy (4 listopada 2005)